# Orseolia indica
Orseolia indica är en tvåvingeart som först beskrevs av Ephraim Porter Felt 1921.  Orseolia indica ingår i släktet Orseolia och familjen gallmyggor. Inga underarter finns listade i Catalogue of Life.